# خالد صفوري
خالد صفوري هو ناشط سياسي عربي أمريكي من أصل فلسطيني، ومن مواليد لبنان. مؤسس مؤسسة المصلحة الوطنية، وهو المؤسس المشارك لمعهد السوق الحرة الإسلامية.

## حياته التعليمية
ذهب خالد صفوري إلى الولايات المتحدة للدراسة عام 1982، وبدأ الدراسة الجامعية في سان دييغو، وحصل درجة البكالوريوس في إدارة الأعمال ودرجة الماجستير في علوم الإدارة من جامعة ريدلاندز، كاليفورنيا.

## حياته المهنية
انتقل صفوري إلى واشنطن عام 1987 للعمل كمدير للتنمية في لجنة مكافحة التمييز العربية الأمريكية، وهي مجموعة حقوق مدنية أسسها السيناتور الأمريكي السابق جيمس أبو رزق. في عام 1990، انضم إلى الجمعية الوطنية للعرب الأمريكيين (NAAA) وشغل منصب المدير التنفيذي المساعد حتى سبتمبر 1993.
كان صفوري المدير التنفيذي لفرقة العمل الأمريكية من أجل البوسنة، وهي المنظمة التي أنشأها في ديسمبر 1992 لتعزيز الجهود بين المنظمات الإسلامية والمسيحية واليهودية وغيرها من المنظمات العرقية السائدة في الولايات المتحدة لإنهاء الصراع في البوسنة. وكان صفوري أيضًا مديرًا للشؤون الحكومية في المجلس الإسلامي الأمريكي (AMC) من سبتمبر 1995 حتى ديسمبر 1997.
في عام 2018، أسس صفوري مؤسسة المصلحة الوطنية، وهي منظمة فكرية غير حزبية غير ربحية تركز على تحسين العلاقات بين الولايات المتحدة ودول العالم من خلال الترويج لسياسة خارجية أكثر ذكاءً. تركز مؤسسة نيف بشكل خاص على حقوق الإنسان وتعزيز الديمقراطية في الشرق الأوسط. يشغل حاليًا منصب رئيس المنظمة.

## مؤسسة المصلحة الوطنية
تأسست مؤسسة المصلحة الوطنية  في عام 2018 بهدف تعزيز الحرية والديمقراطية وكشف تصرفات الأنظمة القمعية في الشرق الأوسط وحول العالم. وتستضيف المنظمة محاضرات شهرية ومؤتمرا دوليا سنويا حول السياسة الخارجية الأميركية وحقوق الإنسان في مبنى الكابيتول في واشنطن العاصمة. كما تنشر نشرات إخبارية أسبوعية تتضمن تحليلات حول حقوق الإنسان والقضايا الديمقراطية، مع التركيز بشكل أساسي على الشرق الأوسط. كما قامت المؤسسة الوطنية للتأمين بنشر تقارير مطولة ومتعمقة بشكل دوري على موقعها الرسمي.

## روابط خارجية
- البحث التعاوني – خالد صفوري
- قاعدة الاسم – صفوري خالد[وصلة مكسورة] ( الأرشيف[وصلة مكسورة] )
- الملف الشخصي لخالد صفوري على جوجل (باللغة العربية)
- مرات الظهور على سي-سبان